# Тибергьян, Седрик
Седрик Тибергьян (фр. Cédric Tiberghien; род. 5 мая 1975) — французский пианист.
Окончил Парижскую консерваторию (1992) у Фредерика Агесси и Жерара Фреми. В 1998 г. одержал победу на Международном конкурсе имени Маргерит Лонг и Жака Тибо, что открыло ему возможность широкой международной карьеры. В 2000 г. Тибергьян дебютировал в США на сцене Карнеги-холла.
Основные записи Тибергьяна — партиты Иоганна Себастьяна Баха, вариации Бетховена, пьесы Клода Дебюсси, баллады Иоганнеса Брамса. В 2013 году записал второй фортепианный концерт Теодора Дюбуа. Тибергьян записывался также вместе с виолончелистами Марией Халлинк и Валери Эмар, скрипачами Амандой Фавье и Вадимом Чижиком.